# Џамија Махмут-паше
Џамија Махмут-паше (алб. Xhamia e Mahmut Pashes), је споменик културне баштине Косова и Метохије који се налази у Ђаковици. Овај споменик је категорије "архитектонске".

## Историјат
Махмут-пашина џамија налази у делу названом "Мала Чаршија" у Ђаковица. Џамија је грађена од 1832. до 1836. године, од стране Махмут-пашине породице из Ђаковице, Куртпаши, која је била веома позната породица у свим албанским подручјима. Сам положај овог објекта, пружа величанствен поглед на џамију. На основу просторија које има овај објекат, у њему осим верских обреда у другом делу налази се неколико канцеларија која служе за административне послове. На основу величине зграде у планиметрији, овај објект може се окарактерисати међу највећим објектима те врсте. Џамија има два улаза: главни улаз налази се на северној страни зграде. Објекат у себи садржи све карактеристичне елементе које поседује џамија као што су: мимбер, михраб, махвил, ћурса и многе левхе, неке оријенталне и неке друге израђене касније. Секундарни улаз је из улице и служи као административни приступ џамији, док се на остала два улаза налазе дућани. Посебност овог објекта чине дванаест прозора на главној фасади на источној страни, које се карактеришу дрвеним оквиром као посебан дизајн. Док на јужној фасади, има само пет отвора, два четвороугаона и два правоугаона која се завршавају луковима, као и један мањи округао отвор. Такође, има и изразиту стреху која достиже дужину од 2 м, и обложена је даскама. Минарет има два балкона који допуњује импозантни изглед џамије, јер је јединствен у региону. Минарет је израђен од каменог материјала, али тренутно је под фасадом. Коришћени материјали у џамији су: камен у приземљу, док спрат је израђен од глине. Конструкција куполе и крова су израђене од квалитетне храстовине. У 1993. години било је неких делимичних интервенција на фасади и дрвених површина како би се заштитио овај објекат.